# Ponerorchis kurokamiana
Ponerorchis kurokamiana är en orkidéart som först beskrevs av Sumihiko Hatusima och Jisaburo Ohwi, och fick sitt nu gällande namn av Julian Mark Hugh Shaw. Ponerorchis kurokamiana ingår i släktet Ponerorchis och familjen orkidéer. Inga underarter finns listade i Catalogue of Life.